# Lilleø
Lilleø (letterlijk vertaald "klein eiland") is een eiland voor de kust van Lolland, Denemarken, in het Smålandsfarvandet. Het is 0,86 km² groot. Het eiland behoort tot de gemeente Lolland.
Sinds de jaren 1930 zijn er een aantal fruitboerderijen op het eiland. Het eiland heeft een uniek microklimaat wat het fruit een "intense" smaak geeft. Het is verbonden met het naburige eiland Askø via een 700 meter lange dam, die gebouwd werd in 1914. Vanaf Askø gaat er een veerboot naar Lolland. 
In 1872 werd het eiland getroffen door een overstroming, die huizen verwoestte, de velden met zand bedekte en de bron van zoetwater verwoestte. In 2006 werd het eiland getroffen door een storm, die flinke schade veroorzaakte. 